# Nicolás Bravo, Ocozocoautla de Espinosa
Nicolás Bravo är en ort i Mexiko.   Den ligger i kommunen Ocozocoautla de Espinosa och delstaten Chiapas, i den sydöstra delen av landet, 600 km öster om huvudstaden Mexico City. Nicolás Bravo ligger 435 meter över havet och antalet invånare är 367. Den ligger vid sjön Presa Nezahualcoyotl.
Terrängen runt Nicolás Bravo är huvudsakligen kuperad, men norrut är den platt. Terrängen runt Nicolás Bravo sluttar norrut. Runt Nicolás Bravo är det ganska glesbefolkat, med 40 invånare per kvadratkilometer. Närmaste större samhälle är Raudales Malpaso, 11,1 km norr om Nicolás Bravo. I omgivningarna runt Nicolás Bravo växer huvudsakligen savannskog.